# Dieseldjur
Dieseldjur är mikroorganismer som växer på bränslen. De livnär sig på kolvätena i bränslet och skapar biomassa, biofilmer och skadliga biprodukter. Dessa mikroorganismer trivs i små mängder vatten, oftast från kondensation. I gränssnittet mellan vatten och diesel är där organismerna befinner sig och bygger ett tjockt lager av biomassa.
Problemet uppstår först när vatten kommer in i tanken. Utan vatten kan inte dieseldjuren överleva.

## Arter
Arter som man kan finna i dieselolja är:
- bakterier — Clostridium; Desulfotomaculum; Desulfovibrio; Flavobacterium; Acidovorax facilis; Pseudomonas; Sarcina
- svampar — Aspergillus; Candida keroseneae; Fusarium; Hormoconis resinae

## Symtom
Om en motor har drabbats av dieseldjur kan olika symtom uppstå:
- Försämrad motorprestanda (orsakad av otillräckligt bränsle som når motorn)
- Ökad bränsleförbrukning
- Motorsvikt, i allvarliga fall
- Tilltäppta filter
- Avgasutsläpp
- Läckande bränsletankar (orsakade av korrosion)[1]

Partikelfilter introducerades i lättare dieselfordon i början av 2000-talet och blev sedan ett krav år 2009 efter införandet av utsläppskravet Euro 5. Filtrets uppgift är att fånga upp sot från motorns förbränningsprocess.